# Mesorhopella maculatipes
Mesorhopella maculatipes är en stekelart som först beskrevs av Girault 1923.  Mesorhopella maculatipes ingår i släktet Mesorhopella och familjen sköldlussteklar. Inga underarter finns listade i Catalogue of Life.